# La Frénaye

La Frénaye este o comună în departamentul Seine-Maritime, Franța. În 1 ianuarie 2022 avea o populație de 2.079 de locuitori.